# Włodzimierz Tetmajer
Włodzimierz Tetmajer, též Włodzimierz Tetmajer-Przerwa (31. prosince 1861 nebo 1. ledna 1862 Bronowice nebo Harklowa nebo Ludźmierz – 26. prosince 1923 Krakov), byl rakouský malíř a politik polské národnosti z Haliče, na počátku 20. století poslanec Říšské rady, člen hnutí Mladé Polsko.

## Biografie
V době svého působení v parlamentu se uvádí jako rytíř a malíř v Krakově-Bronowicích. Národní listy v nekrologu přirovnávaly jeho umění k Uprkovým obrazům.
Studoval na filozofické fakultě Jagellonské univerzity. Také studoval v letech 1875–1886 na krakovské akademii krásných umění, krátce i ve Vídni a v letech 1886–1889 v Mnichově a na pařížské Colarossiho akademii. V roce 1890 se oženil a usadil v Bronowicích u Krakova. Od roku 1897 byl členem umělecké společnosti. Podílel se na založení polské společnosti užitých umění. Inspirovalo ho lidové umění. Ztvárňoval selské výjevy a též sakrální obrazy.
Byl poslancem Říšské rady (celostátního parlamentu Předlitavska), kam usedl ve volbách do Říšské rady roku 1911, konaných podle všeobecného a rovného volebního práva. Byl zvolen za obvod Halič 40.
Uvádí se jako člen Polské lidové strany.
Po rozkolu v Polské lidové straně přešel do Polské lidové strany „Piast”. Po volbách roku 1911 byl na Říšské radě členem poslaneckého Polského klubu.
Za první světové války pobýval v Praze i zde vystavoval své obrazy. Zemřel v prosinci 1923.
Jeho bratrem byl básník Kazimierz Przerwa-Tetmajer, který rovněž tvořil inspirován lidovým stylem.